# 155083 Banneker
155083 Banneker este un asteroid din centura principală de asteroizi.

## Descriere
155083 Banneker este un asteroid din centura principală de asteroizi. A fost descoperit pe 30 septembrie 2005 la Calvin-Rehoboth de Lawrence A. Molnar (astronom). Asteroidul prezintă o orbită caracterizată de o semiaxă mare de 2,90 ua, o excentricitate de 0,10 și o înclinație de 1,4° în raport cu ecliptica.